# Djadjana
Djadjana ist ein Berg im Nordosten der Insel Anjouan im Inselstaat Komoren.

## Geographie
Der Berg ist einer der höchsten Berge im Zentrum der Insel. Er erreicht eine Höhe von 1010 m (Google: 1060 m). Zahlreiche Bergkämme und Ausläufer (Bandrakouni, Ngouniyagnombe, Hamogné-Panga) gliedern den Nordteil der Insel Anjouan.
Er überblickt den Ort Bazimini (Kondroni, Koki) im Zentrum der Insel.